# Gunder Hägg
Gunder Hägg (ur. 31 grudnia 1918, zm. 27 listopada 2004 w Malmö) – lekkoatleta szwedzki, biegacz na średnich dystansach.
Był jednym z najwybitniejszych zawodników w okresie II wojny światowej, dzięki przebywaniu w neutralnej Szwecji miał możliwość rozwoju swojego talentu, ale jednocześnie był pozbawiony szans na rywalizację międzynarodową. Ustanowił 16 rekordów świata (połowę z nich na dystansach milowych), z czego dziesięć zaledwie w odstępie 11 tygodni w 1942. Na dystansie 1500 m rekord doprowadził do czasu 3:43,0 (1944), na 2000 m do czasu 5:11,8, na 3000 m do czasu 8:01,2, na 5000 m do czasu 13:58,2. Był także współrekordzistą w sztafecie 4 × 1500 m (15:38,6 w 1945).
W 1946 został dożywotnio zdyskwalifikowany za przekroczenie zasad statusu amatorskiego.